# Rickie Lee Jones
Rickie Lee Jones (født 8. november 1954) er en amerikansk sanger og tekstforfatter.
Hun blev født i Chicago, hvor hun voksede op i en familie, som hun senere har beskrevet som "lower-middle-class-hillbilly-hipster" i Chicago, Los Angeles, Phoenix, Arizona, og Olympia, Washington. Da Jones fyldte 19 år flyttede hun til Los Angeles, hvor hun levede af jobs som tjener og natklubsanger. I 1979 fik hun med Warner Brothers Records en kontrakt, som resulterede i hendes første album (og single hit) "Chuck E's in Love". Med dette album vandt hun en Best New Artist Grammy frem for fem andre nominationer.
Jones har en datter fra ægteskabet med den fransk musiker Pascal Nabet Meyer.

## Pladeudgivelser
- Rickie Lee Jones – (1979)
- Pirates – (1981)
- Girl at Her Volcano (EP) – (1983)
- The Magazine – (1984)
- Flying Cowboys – (1989)
- Pop Pop – (1991)
- Traffic From Paradise – (1993)
- Naked Songs – (1995)
- Ghostyhead – (1997)
- It's Like This – (2000)
- Live at Red Rocks – (2001)
- The Evening of My Best Day – (2003)
- Rickie Lee Jones: Duchess of Coolsville – (2005)
- Balm in Gilead – (2009)

## Singler
| År   | Titel               | Placering  | Placering      | Placering          | Placering | Album            |
| År   | Titel               | US Hot 100 | US Modern Rock | US Mainstream Rock | UK        | Album            |
| 1979 | "Chuck E's in Love" | #4         | -              | -                  | -         | Rickie Lee Jones |
| 1979 | "Youngblood"        | #40        | -              | -                  | -         | Rickie Lee Jones |
| 1984 | "The Real End"      | #82        | -              | -                  | -         | The Magazine     |
| 1989 | "Satellites"        | -          | #23            | -                  | -         | Flying Cowboys   |

## Trivialia
- "Chuck E's in Love" handler om vennen, musikeren Chuck E. Weiss, som hun levede sammen med på Tropicana Hotel i begyndelsen af 1970'erne. Hun var kæreste med en af Weiss' venner – Tom Waits på omtrent samme tid.